# Heteropyge bidens
Heteropyge bidens är en mångfotingart som beskrevs av Christoph D. Schubart 1945. Heteropyge bidens ingår i släktet Heteropyge och familjen Spirostreptidae. Inga underarter finns listade i Catalogue of Life.